# Théorème d'Albert-Brauer-Hasse-Noether
En théorie algébrique des nombres, le théorème d'Albert–Brauer–Hasse–Noether stipule qu'une algèbre centrale simple sur un corps de nombres K qui se scinde sur chaque complétion Kv est une algèbre de matrices sur K. Le théorème est un exemple de principe local-global en théorie algébrique des nombres et conduit à une description complète des algèbres à division de dimension finie sur les corps de nombres en fonction de leurs invariants locaux. Il a été prouvé indépendamment par Richard Brauer, Helmut Hasse et Emmy Noether et par A. Adrian Albert.

## Énoncé du théorème
Soit A une algèbre centrale simple de rang d sur un corps de nombres K. Supposons que pour toute valuation v de K, l'algèbre A soit scindée sur le corps local correspondant Kv :
{\displaystyle A\otimes _{K}K_{v}\simeq M_{d}(K_{v}).}
Alors A est isomorphe à l'algèbre de matrices Md(K).

## Applications
En utilisant la théorie du groupe de Brauer, on montre que deux algèbres centrales simples A et B sur un corps de nombres K sont isomorphes sur K si et seulement si leurs complétions Av et Bv sont isomorphes sur la complétion Kv pour toute valuation v.
Avec le théorème de Grunwald-Wang, le théorème d'Albert-Brauer-Hasse-Noether implique que toute algèbre centrale simple sur un corps de nombres est cyclique, c'est-à-dire peut être obtenue par une construction explicite à partir d'une extension de corps cyclique L/K.